# Przepuklina Littrégo
Przepuklina Littrégo – każda przepuklina pachwinowa zawierająca uchyłek Meckela. Należy ją traktować jako odmianę przepukliny Richtera. Występuje częściej u mężczyzn i po stronie prawej. Nazwana od francuskiego anatoma Alexisa Littrégo.